# Домодедово
Домодедово (рус. Домодедово) град је у Русији у Московској области. Према попису становништва из 2010. у граду је живело 96.123 становника.

## Географија
Површина града износи 159,27 km².

## Становништво
Према прелиминарним подацима са пописа, у граду је 2010. живело 96.123 становника, 42.043 (77,74%) више него 2002.
| 1939.  | 1959.  | 1970.  | 1979.  | 1989.  | 2002.  | 2010.  |
| ------ | ------ | ------ | ------ | ------ | ------ | ------ |
| 10.341 | 27.686 | 36.323 | 46.968 | 55.294 | 54.080 | 96.123 |